# Goundam
Goundam è un comune urbano del Mali, capoluogo del circondario omonimo, nella regione di Timbuctù.